# Rolls-Royce Phantom V
Rolls-Royce Phantom V är en personbil, tillverkad av den brittiska biltillverkaren Rolls-Royce mellan 1959 och 1968.
Phantom V ersatte från 1959 Silver Wraith som Rolls-Royce:s traditionella lyx-limousine med individuellt beställd kaross. Bilen delade teknik med den mindre Silver Cloud, men hade bland annat längre hjulbas. Phantom V levererades utan kaross, men i praktiken såldes de flesta bilarna med standardkarossen från Mulliner Park Ward.